# Sântandrei, Hunedoara
Sântandrei este un sat ce aparține orașului Simeria din județul Hunedoara, Transilvania, România.

## Imagini

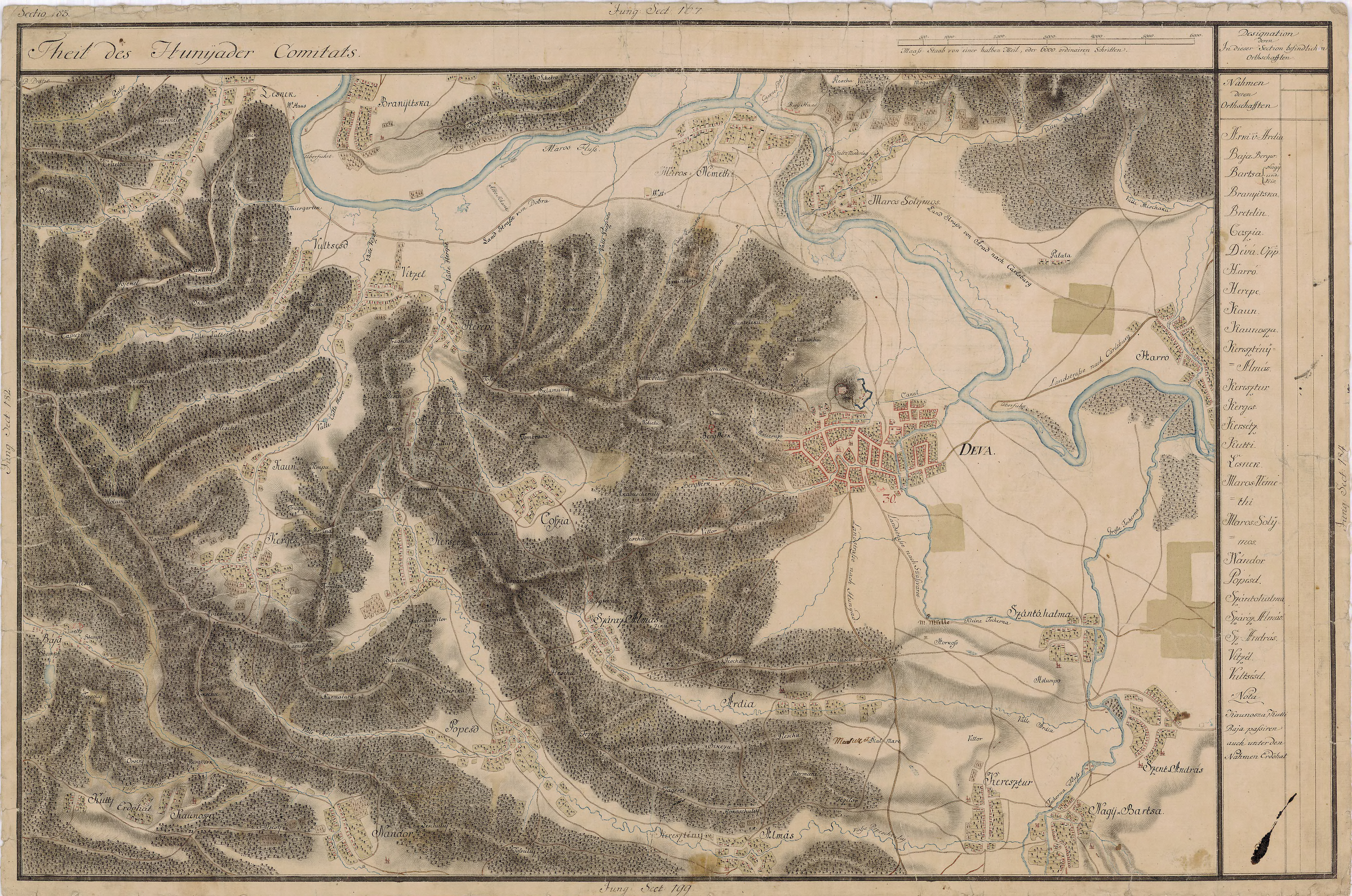
Sântandrei în Harta Iosefină a Transilvaniei, 1769-1773